# Olympische Sommerspiele 2000/Teilnehmer (Frankreich)
| Gelbes Symbol für Goldmedaillen mit stilisierten Olympischen Ringen | Graues Symbol für Silbermedaillen mit stilisierten Olympischen Ringen | Braundes Symbol für Bronzemedaillen mit stilisierten Olympischen Ringen |
| ------------------------------------------------------------------- | --------------------------------------------------------------------- | ----------------------------------------------------------------------- |
| 13                                                                  | 14                                                                    | 11                                                                      |

Frankreich nahm an den Olympischen Sommerspielen 2000 in der australischen Metropole Sydney mit 337 Athleten, 126 Frauen und 211 Männern, in 28 Sportarten teil.
Seit 1896 war es die 24. Teilnahme Frankreichs an Olympischen Sommerspielen.

## Flaggenträger
Der Judoka David Douillet trug die Flagge Frankreichs während der Eröffnungsfeier im Stadium Australia.

## Medaillengewinner
Mit 13 gewonnenen Gold-, 14 Silber- und 11 Bronzemedaillen belegte das französische Team Platz 6 im Medaillenspiegel.
| M | Name/n | Sportart          | Wettkampf                               |
| - | --- | ----------------- | --------------------------------------- |
|   | Brahim Asloum | Boxen             | Ultrafliegengewicht                     |
|   | Jean-Noël Ferrari, Brice Guyart, Patrice Lhôtellier & Lionel Plumenail | Fechten           | Herren, Florett, Mannschaft             |
|   | David Douillet | Judo              | Schwergewicht                           |
|   | Séverine Vandenhende | Judo              | Damen, Halbmittelgewicht                |
|   | Tony Estanguet | Kanu              | Einer-Canadier, Slalom                  |
|   | Félicia Ballanger | Radsport          | Damen, Einzelzeitfahren & Damen, Sprint |
|   | Laurent Gané, Florian Rousseau & Arnaud Tournant | Radsport          | Herren, Sprint, Mannschaft              |
|   | Miguel Martinez | Radsport          | Herren, Mountainbike, Cross-Country     |
|   | Florian Rousseau | Radsport          | Herren, Keirin                          |
|   | Michel Andrieux & Jean-Christophe Rolland | Rudern            | Herren, Zweier ohne Steuermann          |
|   | Jean-Christophe Bette, Xavier Dorfman, Yves Hocdé & Laurent Porchier | Rudern            | Herren, Vierer ohne Steuermann          |
|   | Franck Dumoulin | Schießen          | Herren, Luftpistole                     |
|   | Jim Bilba, Yann Bonato, Makan Dioumassi, Laurent Foirest, Thierry Gadou, Cyril Julian, Crawford Palmer, Antoine Rigaudeau, Stéphane Risacher, Laurent Sciarra, Moustapha Sonko, Frédéric Weis | Basketball        | Herrenturnier                           |
|   | Jean-François Di Martino, Hugues Obry & Éric Srecki | Fechten           | Herren, Degen, Mannschaft               |
|   | Matthieu Gourdain | Fechten           | Herren, Säbel, Einzel                   |
|   | Matthieu Gourdain, Julien Pillet, Cédric Séguin & Damien Touya | Fechten           | Herren, Säbel, Mannschaft               |
|   | Hugues Obry | Fechten           | Herren, Degen, Einzel                   |
|   | Larbi Benboudaoud | Judo              | Herren, Halbleichtgewicht               |
|   | Céline Lebrun | Judo              | Damen, Halbschwergewicht                |
|   | Brigitte Guibal | Kanu              | Damen, Einer-Kajak, Slalom              |
|   | Marion Clignet | Radsport          | Damen, Einzelverfolgung                 |
|   | Florian Rousseau | Radsport          | Herren, Sprint, Einzel                  |
|   | Delphine Racinet | Schießen          | Damen, Trap                             |
|   | Roxana Mărăcineanu | Schwimmen         | Damen, 200 Meter Rücken                 |
|   | Éric Poujade | Turnen            | Herren, Seitpferd                       |
|   | Benjamin Varonian | Turnen            | Herren, Barren                          |
|   | Jérôme Thomas | Boxen             | Fliegengewicht                          |
|   | Laura Flessel-Colovic | Fechten           | Damen, Degen, Einzel                    |
|   | Frédéric Demontfaucon | Judo              | Herren, Mittelgewicht                   |
|   | Stéphane Traineau | Judo              | Herren, Halbschwergewicht               |
|   | Anne-Lise Bardet | Kanu              | Damen, Einer-Kajak, Slalom              |
|   | Jeannie Longo-Ciprelli | Radsport          | Damen, Einzelzeitfahren                 |
|   | Thibaud Chapelle & Pascal Touron | Rudern            | Herren, Leichtgewichts-Doppelzweier     |
|   | Virginie Dedieu & Myriam Lignot | Synchronschwimmen | Damen, Duett                            |
|   | Pascal Gentil | Taekwondo         | Herren, Schwergewicht                   |
|   | Arnaud Di Pasquale | Tennis            | Herren, Einzel                          |
|   | Patrick Chila & Jean-Philippe Gatien | Tischtennis       | Herren, Doppel                          |

## Teilnehmer nach Sportarten

### Badminton
- Sandra Dimbour
Damen, Einzel: 17. Platz

- Bertrand Gallet
Herren, Einzel: 17. Platz

- Tatiana Vattier
Damen, Einzel: 33. Platz

### Basketball
- Herrenteam
Silber

- Kader
Jim Bilba
Yann Bonato
Makan Dioumassi
Laurent Foirest
Thierry Gadou
Cyril Julian
Crawford Palmer
Antoine Rigaudeau
Stéphane Risacher
Laurent Sciarra
Moustapha Sonko
Frédéric Weis

- Damenteam
5. Platz

- Kader
Nicole Antibe
Isabelle Fijalkowski
Edwige Lawson-Wade
Sandra Le Dréan
Nathalie Lesdema
Cathy Melain
Laetitia Moussard
Audrey Sauret
Laure Savasta
Yannick Souvré
Dominique Tonnerre
Stéphanie Vivenot

### Bogenschießen
- Sébastien Flute
Herren, Einzel: 8. Platz
Herren, Mannschaft: 11. Platz

- Alexandra Fouace
Damen, Einzel: 49. Platz

- Jocelyn de Grandis
Herren, Einzel: 29. Platz
Herren, Mannschaft: 11. Platz

- Sylvie Pissis
Damen, Einzel: 48. Platz

- Lionel Torrés
Herren, Einzel: 37. Platz
Herren, Mannschaft: 11. Platz

### Boxen
- Brahim Asloum
Halbfliegengewicht: Gold

- Willy Blain
Halbweltergewicht: 9. Platz

- Rachid Bouaita
Bantamgewicht: 17. Platz

- Jackson Chanet
Schwergewicht: 5. Platz

- John Dovi
Halbschwergewicht: 5. Platz

- Frédéric Esther
Halbmittelgewicht: 6. Platz

- Abdel Jebahi
Leichtgewicht: 17. Platz

- Jérôme Thomas
Fliegengewicht: Bronze

### Fechten
- Valérie Barlois
Damen, Degen, Einzel: 5. Platz
Damen, Degen, Mannschaft: 5. Platz

- Jean-François Di Martino
Herren, Säbel, Einzel: 21. Platz
Herren, Säbel, Mannschaft: Silber

- Jean-Noël Ferrari
Herren, Florett, Einzel: 4. Platz
Herren, Florett, Mannschaft: Gold

- Laura Flessel-Colovic
Damen, Degen, Einzel: Bronze 
Damen, Degen, Mannschaft: 5. Platz

- Matthieu Gourdain
Herren, Säbel, Einzel: Silber 
Herren, Säbel, Mannschaft: Silber

- Brice Guyart
Herren, Florett, Einzel: 27. Platz
Herren, Florett, Mannschaft: Gold

- Patrice Lhôtellier
Herren, Florett, Mannschaft: Gold

- Sophie Moressée-Pichot
Damen, Degen, Mannschaft: 5. Platz

- Hugues Obry
Herren, Degen, Einzel: Silber 
Herren, Degen, Mannschaft: Silber

- Julien Pillet
Herren, Säbel, Einzel: 12. Platz
Herren, Säbel, Mannschaft: Silber

- Lionel Plumenail
Herren, Florett, Einzel: 29. Platz
Herren, Florett, Mannschaft: Gold

- Cédric Séguin
Herren, Säbel, Mannschaft: Silber

- Éric Srecki
Herren, Degen, Einzel: 7. Platz
Herren, Degen, Mannschaft: Silber

- Damien Touya
Herren, Säbel, Einzel: 5. Platz
Herren, Säbel, Mannschaft: Silber

- Sangita Tripathi
Damen, Degen, Einzel: 14. Platz
Damen, Degen, Mannschaft: 5. Platz

- Adeline Wuillème
Damen, Florett, Einzel: 18. Platz

### Gewichtheben
- Eric Bonnel
Herren, Bantamgewicht: 14. Platz

- Samson N’Dicka-Matam
Herren, Federgewicht: 12. Platz

- Sabrina Richard
Damen, Fliegengewicht: 8. Platz

### Handball
- Herrenteam
6. Platz

- Kader
Grégory Anquetil
Cédric Burdet
Patrick Cazal
Didier Dinart
Jérôme Fernandez
Christian Gaudin
Bertrand Gille
Guillaume Gille
Olivier Girault
Andrej Golić
Stéphane Joulin
Guéric Kervadec
Bruno Martini
Jackson Richardson
Marc Wiltberger

- Damenteam
6. Platz

- Kader
Stéphanie Cano
Sonia Cendier Ajaguin
Sandrine Delerce
Joanne Dudziak
Stella Joseph-Mathieu
Myriam Korfanty
Leïla Lejeune-Duchemann
Laïsa Lerus
Stéphanie Ludwig
Nodjialem Myaro
Valérie Nicolas
Veronique Pecqueux-Rolland
Nathalie Selambarom
Raphaëlle Tervel
Isabelle Wendling

### Judo
- Larbi Benboudaoud
Herren, Halbleichtgewicht: Silber

- Djamel Bouras
Herren, Halbmittelgewicht: 5. Platz

- Christine Cicot
Damen, Schwergewicht: 5. Platz

- Frédéric Demontfaucon
Herren, Mittelgewicht: Bronze

- Éric Despezelle
Herren, Superleichtgewicht: keine Platzierung

- David Douillet
Herren, Schwergewicht: Gold

- Barbara Harel
Damen, Leichtgewicht: 7. Platz

- Ferrid Kheder
Herren, Leichtgewicht: 7. Platz

- Céline Lebrun
Damen, Halbschwergewicht: Silber

- Sarah Nichilo-Rosso
Damen, Superleichtgewicht: 7. Platz

- Karine Rambault
Damen, Mittelgewicht: keine Platzierung

- Laëtitia Tignola
Damen, Halbleichtgewicht: keine Platzierung

- Stéphane Traineau
Herren, Halbschwergewicht: Bronze

- Séverine Vandenhende
Herren, Halbmittelgewicht: Gold

### Kanu
- Franck Adisson / Wilfrid Forgues
Herren, Zweier-Canadier, Slalom: 7. Platz

- Bâbak Amir-Tahmasseb / Philippe Aubertin
Herren, Zweier-Kajak, 500 Meter: 4. Platz
Herren, Zweier-Kajak, 1000 Meter: 5. Platz

- Anne-Lise Bardet
Damen, Einer-Kajak, Slalom: Bronze

- Maxime Boccon / Frédéric Gauthier / Stéphane Gourichon / Pierre Lubac
Herren, Vierer-Kajak, 1000 Meter: Halbfinale

- Emmanuel Brugvin
Herren, Einer-Canadier, Slalom: 4. Platz

- Laurent Burtz
Herren, Einer-Kajak, Slalom: 8. Platz

- Tony Estanguet
Herren, Einer-Canadier, Slalom: Gold

- Brigitte Guibal
Damen, Einer-Kajak, Slalom: Silber

- Éric le Leuch
Herren, Einer-Canadier, 500 Meter: Halbfinale
Herren, Einer-Canadier, 1000 Meter: 4. Platz

- Pierre Lubac
Herren, Einer-Kajak, 1000 Meter: 7. Platz

### Leichtathletik
- Caroline Ammel
Damen, Stabhochsprung: 17. Platz in der Qualifikation

- Christine Arron
Damen, 100 Meter: Halbfinale
Damen, 4 × 100 Meter: 4. Platz

- Nadine Auzeil
Damen, Speerwurf: 29. Platz in der Qualifikation

- Mehdi Baala
Herren, 1500 Meter: 4. Platz

- Eunice Barber
Damen, Siebenkampf: DNF

- Abdellah Béhar
Herren, Marathon: DNF

- Yamna Belkacem
Damen, 5000 Meter: Vorläufe

- Wilfrid Boulineau
Herren, Zehnkampf: 20. Platz

- Sylvain Caudron
Herren, 50 Kilometer Gehen: 29. Platz

- David Chaussinand
Herren, Hammerwurf: 11. Platz

- Christophe Cheval
Herren, 4 × 100 Meter: 5. Platz

- Sandra Citté
Damen, 100 Meter: Viertelfinale
Damen, 4 × 100 Meter: 4. Platz

- Fabé Dia
Damen, 4 × 100 Meter: 4. Platz

- Gilles Dupray
Herren, Hammerwurf: 19. Platz in der Qualifikation

- Christophe Épalle
Herren, Hammerwurf: 23. Platz in der Qualifikation

- Mustapha Essaïd
Herren, 5000 Meter: Vorläufe

- Jérôme Éyana
Herren, 4 × 100 Meter: DNF

- Linda Ferga-Khodadin
Damen, 100 Meter Hürden: 7. Platz
Damen, 4 × 100 Meter: 4. Platz

- Colomba Fofana
Herren, Dreisprung: 36. Platz in der Qualifikation

- Marc Foucan
Herren, 4 × 400 Meter: 4. Platz

- Emmanuel Front
Herren, 4 × 400 Meter: 4. Platz

- Jean Galfione
Herren, Stabhochsprung: 16. Platz in der Qualifikation

- Anthony Gillet
Herren, 20 Kilometer Gehen: 33. Platz

- Patricia Girard-Léno
Damen, 100 Meter Hürden: Viertelfinale

- Jean-Marc Grava
Herren, 110 Meter Hürden: Viertelfinale

- Needy Guims
Herren, 4 × 100 Meter: 5. Platz

- Laurent Hernu
Herren, Zehnkampf: 19. Platz

- Pierre-Marie Hilaire
Herren, 4 × 400 Meter: 4. Platz

- Muriel Hurtis-Houairi
Damen, 200 Meter: Halbfinale
Damen, 4 × 100 Meter: 4. Platz

- Frédéric Krantz
Herren, 4 × 100 Meter: 5. Platz

- Denis Langlois
Herren, 50 Kilometer Gehen: 14. Platz

- Nora Leksir
Damen, 20 Kilometer Gehen: 22. Platz

- Sébastien Levicq
Herren, Zehnkampf: 17. Platz

- Driss Maazouzi
Herren, 1500 Meter: 11. Platz

- Laurence Manfrédi
Damen, Kugelstoßen: 20. Platz in der Qualifikation

- Romain Mesnil
Herren, Stabhochsprung: 30. Platz in der Qualifikation

- Manuela Montebrun
Damen, Hammerwurf: 24. Platz in der Qualifikationsrunde

- Mohamed Ouaadi
Herren, Marathon: 8. Platz

- Fatiha Ouali
Herren, 20 Kilometer Gehen: 23. Platz

- David Patros
Herren, 100 Meter: Viertelfinale
Herren, 4 × 100 Meter: 5. Platz

- Gaël Pencréach
Herren, 3000 Meter Hindernis: 14. Platz

- René Piller
Herren, 50 Kilometer Gehen: DNF

- Marie Poissonnier
Damen, 18. Platz in der Qualifikation

- Nicole Ramalalanirina
Damen, 100 Meter Hürden: 6. Platz

- Marc Raquil
Herren, 400 Meter: Viertelfinale
Herren, 4 × 400 Meter: 4. Platz

- Mélina Robert-Michon
Damen, Diskuswurf: 29. Platz in der Qualifikation

- Ronald Servius
Herren, Weitsprung: 28. Platz in der Qualifikation

- Bob Tahri
Herren, 3000 Meter Hindernis: Vorläufe

- Nathalie Teppe
Damen, Siebenkampf: 23. Platz

- Cheikh Touré
Damen, Weitsprung : 20. Platz in der Qualifikation

- Ibrahima Wade
Damen, 400 Meter: Viertelfinale
Damen, 4 × 400 Meter: 4. Platz

- Bruno Wavelet
Herren, 4 × 400 Meter: Vorläufe

- Fatima Yvelain
Damen, 10.000 Meter: Vorläufe

### Moderner Fünfkampf
- Olivier Clergeau
Herren, Einzel: 8. Platz

- Sébastien Deleigne
Herren, Einzel: 4. Platz

- Caroline Delemer
Damen, Einzel: 10. Platz

### Radsport
- Félicia Ballanger
Damen, Sprint: Gold 
Damen, 500 Meter Einzelzeitfahren: Gold

- Cyril Bos / Philippe Ermenault / Francis Moreau / Jérôme Neuville
Herren, 4000 Meter Mannschaftsverfolgung: 4. Platz

- Laurent Brochard
Herren, Straßenrennen, Einzel: 44. Platz

- Christophe Capelle
Herren, Straßenrennen, Einzel: DNF
Herren, Punkterennen: 19. Platz
Herren, Madison: 10. Platz

- Marion Clignet
Damen, 3000 Meter Einzelzeitfahren: Silber 
Damen, Punkterennen: 6. Platz

- Ludovic Dubau
Herren, Mountainbike, Cross-Country: 18. Platz

- Christophe Dupouey
Herren, Mountainbike, Cross-Country: DNF

- Magali Faure-Humbert
Damen, 500 Meter Einzelzeitfahren: 11. Platz

- Magali Le Floc’h
Damen, Straßenrennen, Einzel: 6. Platz

- Laurent Gané
Herren, Sprint, Einzel: 4. Platz
Herren, Sprint, Mannschaft: Gold

- Philippe Gaumont
Herren, 4000 Meter Einzelverfolgung: 5. Platz

- Laurent Jalabert
Herren, Straßenrennen, Einzel: 5. Platz
Herren, Einzelzeitfahren: 5. Platz

- Laurence Leboucher
Damen, Mountainbike, Cross-Country: 18. Platz

- Jeannie Longo-Ciprelli
Damen, Straßenrennen, Einzel: 26. Platz
Damen, Einzelzeitfahren: Bronze

- Frédéric Magné
Herren, Keirin: 6. Platz

- Catherine Marsal
Damen, Straßenrennen, Einzel: 39. Platz
Damen, Einzelzeitfahren: 13. Platz

- Miguel Martinez
Herren, Mountainbike, Cross-Country: Gold

- Christophe Moreau
Herren, Straßenrennen, Einzel: 61. Platz
Herren, Einzelzeitfahren: 13. Platz

- Florian Rousseau
Herren, Sprint, Einzel: Silber 
Herren, Keirin: Gold 
Herren, Sprint, Mannschaft: Gold

- Robert Sassone
Herren, Madison: 10. Platz

- Arnaud Tournant
Herren, 1000 Meter Einzelzeitfahren: 5. Platz
Herren, Sprint, Mannschaft: Gold

- Sophie Villeneuve
Damen, Mountainbike, Cross-Country: 23. Platz

- Richard Virenque
Herren, Straßenrennen, Einzel: 62. Platz

### Reiten
- Jean-Lou Bigot
Vielseitigkeit, Einzel: 12. Platz
Vielseitigkeit, Mannschaft: 10. Platz

- Patrice Delaveau
Springreiten, Einzel: 68. Platz in der Qualifikation
Springreiten, Mannschaft: 4. Platz

- Jean-Luc Force
Vielseitigkeit, Mannschaft: 10. Platz

- Alexandra Ledermann
Springreiten, Einzel: 28. Platz in der Qualifikation
Springreiten, Mannschaft: 4. Platz

- Thierry Pomel
Springreiten, Einzel: 28. Platz
Springreiten, Mannschaft: 4. Platz

- Philippe Rozier
Springreiten, Einzel: 21. Platz in der Qualifikation
Springreiten, Mannschaft: 4. Platz

- Rodolphe Scherer
Vielseitigkeit, Einzel: 4. Platz

- Jean Teulère
Vielseitigkeit, Mannschaft: 10. Platz

- Nicolas Touzaint
Vielseitigkeit, Einzel: DNF

- Didier Willefert
Vielseitigkeit, Mannschaft: 10. Platz

### Rhythmische Sportgymnastik
- Anne-Sophie Doyen / Anne-Laure Klein / Anne-Sophie Lavoine / Laetitia Mancieri / Magalie Poisson / Vanessa Sauzede
Mannschaft: 4. Platz

- Eva Serrano
Einzel: 5. Platz

### Ringen
- Djamel Ainaoui
Federgewicht, griechisch-römisch: 12. Platz

- Yvon Riemer
Mittelgewicht, griechisch-römisch: 15. Platz

- Ghani Yalouz
Weltergewicht, griechisch-römisch: 11. Platz

### Rudern
- Michel Andrieux / Jean-Christophe Rolland
Herren, Zweier ohne Steuermann: Gold

- Sophie Balmary
Damen, Einer: 9. Platz

- Samuel Barathay / Yvan Deslavière / Guillaume Jeannet / Sébastien Vieilledent
Herren, Doppelvierer: 10. Platz

- Antoine Béghin / Laurent Béghin / Gilles Bosquet / Daniel Fauché
Herren, Vierer ohne Steuermann: 7. Platz

- Jean-Christophe Bette / Xavier Dorfman / Yves Hocdé / Laurent Porchier
Herren, Leichtgewichts-Vierer ohne Steuermann: Gold

- Gaëlle Buniet / Céline Garcia
Damen, Doppelzweier: 8. Platz

- Thibaud Chapelle / Pascal Touron
Herren, Leichtgewichts-Doppelzweier: Bronze

- Christelle Fernandez-Schulte / Bénédicte Dorfman-Luzuy
Damen, Leichtgewichts-Doppelzweier : 7. Platz

- Adrien Hardy / Frédéric Kowal
Herren, Doppelzweier: 7. Platz

### Schießen
- Jean-Pierre Amat
Herren, Luftgewehr: 18. Platz
Herren, Kleinkaliber, Dreistellungskampf: 22. Platz
Herren, Kleinkaliber, liegend: 30. Platz

- Franck Badiou
Herren, Luftgewehr: 31. Platz

- Valérie Bellenoue
Damen, Luftgewehr: 20. Platz
Damen, Kleinkaliber, Dreistellungskampf: 17. Platz

- Stéphane Clamens
Herren, Trap: 30. Platz

- Jean-François Dellac
Herren, Skeet: 35. Platz

- Franck Dumoulin
Herren, Luftpistole: Gold 
Herren, Freie Scheibenpistole: 12. Platz

- Franck Durbesson
Herren, Skeet: 9. Platz

- Stéphane Gagne
Herren, Luftpistole: 5. Platz
Herren, Freie Scheibenpistole: 26. Platz

- Jean-Paul Gros
Herren, Doppeltrap: 14. Platz

- Philippe Joualin
Herren, Kleinkaliber, liegend: 8. Platz

- Delphine Racinet
Damen, Trap: Silber

- Christophe Vicard
Herren, Trap: 8. Platz

### Schwimmen
- Romain Barnier
Herren, 100 Meter Rücken: 22. Platz
Herren, 4 × 100 Meter Lagen: 7. Platz

- Yohan Bernard
Herren, 200 Meter Brust: 7. Platz

- Fréd Bousquet
Herren, 4 × 100 Meter Freistil: 7. Platz
Herren, 4 × 100 Meter Lagen: 7. Platz

- Alicia Bozon
Damen, 4 × 200 Meter Freistil: 8. Platz

- Karine Brémond
Damen, 200 Meter Brust: 9. Platz

- Laëtitia Choux
Damen, 400 Meter Freistil: 14. Platz
Damen, 4 × 200 Meter Freistil: 8. Platz

- Hugues Duboscq
Herren, 100 Meter Brust: 16. Platz
Herren, 4 × 100 Meter Lagen: 7. Platz

- Simon Dufour
Herren, 100 Meter Rücken: 12. Platz
Herren, 200 Meter Rücken: 17. Platz
Herren, 4 × 100 Meter Lagen: 7. Platz

- Franck Esposito
Herren, 100 Meter Schmetterling: 10. Platz
Herren, 200 Meter Schmetterling: 8. Platz
Herren, 4 × 100 Meter Lagen: 7. Platz

- Solenne Figuès
Damen, 200 Meter Freistil: 20. Platz
Damen, 4 × 200 Meter Freistil: 8. Platz

- Cécile Jeanson
Damen, 100 Meter Schmetterling: 14. Platz
Damen, 200 Meter Schmetterling: 13. Platz

- Nicolas Kintz
Herren, 4 × 100 Meter Freistil: 7. Platz

- Johann Le Bihan
Herren, 400 Meter Lagen: 14. Platz

- Roxana Mărăcineanu
Damen, 100 Meter Rücken: 4. Platz
Damen, 200 Meter Rücken: Silber

- Xavier Marchand
Herren, 200 Meter Lagen: 7. Platz

- Stéphan Perrot
Herren, 200 Meter Brust: 12. Platz

- Katarin Quelennec
Damen, 4 × 200 Meter Freistil: 8. Platz

- Nicolas Rostoucher
Herren, 400 Meter Freistil: 12. Platz
Herren, 1500 Meter Freistil: 11. Platz

- Hugo Viart
Herren, 4 × 100 Meter Freistil: 7. Platz

### Segeln
- Tanguy Cariou / Gildas Philippe
Herren, 470er: 14. Platz

- Jean-Marie Dauris / Philippe Presti / Pascal Rambeau
Soling: 10. Platz

- Dimitri Deruelle / Philippe Gasparini
49er: 14. Platz

- Yann Guichard / Pierre Pennec
Tornado: 4. Platz

- Alexandre Guyader
Herren, Windsurfen: 12. Platz

- Xavier Rohart
Herren, Finn Dinghy: 5. Platz

- Lise Vidal
Damen, Windsurfen: 9. Platz

### Synchronschwimmen
- Virginie Dedieu / Myriam Lignot
Damen, Duett: Bronze

- Damenteam
4. Platz

- Kader
Cinthia Bouhier
Rachel le Bozec
Virginie Dedieu
Charlotte Fabre
Cathy Geoffroy
Myriam Glez
Myriam Lignot
Charlotte Massardier
Magali Rathier

### Taekwondo
- Myriam Baverel
Damen, Schwergewicht: 8. Platz

- Pascal Gentil
Herren, Schwergewicht: Bronze

### Tennis
- Arnaud Di Pasquale
Herren, Einzel: Bronze

- Arnaud Clément
Einzel: 17. Platz
Doppel: 9. Platz

- Nathalie Dechy
Damen, Einzel: 9. Platz

- Nicolas Escudé
Herren, Einzel: 33. Platz
Herren, Doppel: 9. Platz

- Julie Halard-Decugis
Damen, Einzel: 9. Platz
Damen, Doppel: 5. Platz

- Amélie Mauresmo
Damen, Einzel: 33. Platz
Damen, Doppel: 5. Platz

- Fabrice Santoro
Herren, Einzel: 9. Platz

### Tischtennis
- Anne Boileau
Damen, Einzel: 17. Platz

- Patrick Chila
Herren, Doppel: Bronze

- Damien Éloi
Herren, Einzel: 9. Platz
Herren, Doppel: 5. Platz

- Jean-Philippe Gatien
Herren, Einzel: 17. Platz
Herren, Doppel: Bronze

- Christophe Legoût
Herren, Einzel: 9. Platz
Herren, Doppel: 5. Platz

### Trampolinturnen
- David Martin
Herren, Einzel: 4. Platz

### Triathlon
- Stéphan Bignet
Herren: 31. Platz

- Carl Blasco
Herren: 19. Platz

- Christine Hocq
Damen: 8. Platz

- Olivier Marceau
Herren: 7. Platz

- Béatrice Mouthon
Damen: 35. Platz

- Isabelle Mouthon-Michellys
Damen: 7. Platz

### Turnen
- Éric Casimir
Herren, Einzelmehrkampf: 84. Platz in der Qualifikation
Herren, Mannschaftsmehrkampf: 9. Platz in der Qualifikation
Herren, Barren: 38. Platz in der Qualifikation
Herren, Reck: 18. Platz in der Qualifikation
Herren, Seitpferd: 10. Platz in der Qualifikation

- Yann Cucherat
Herren, Einzelmehrkampf: 16. Platz
Herren, Mannschaftsmehrkampf: 9. Platz in der Qualifikation
Herren, Barren: 6. Platz
Herren, Boden: 66. Platz in der Qualifikation
Herren, Pferdsprung: 46. Platz in der Qualifikation
Herren, Reck: 13. Platz in der Qualifikation
Herren, Ringe: 26. Platz in der Qualifikation
Herren, Seitpferd: 38. Platz in der Qualifikation

- Anne-Sophie Endeler
Damen, Einzelmehrkampf: 69. Platz in der Qualifikation
Damen, Mannschaftsmehrkampf: 8. Platz in der Qualifikation
Damen, Boden: 15. Platz in der Qualifikation
Damen, Pferdsprung: 49. Platz in der Qualifikation
Damen, Schwebebalken: 38. Platz in der Qualifikation

- Ludivine Furnon
Damen, Einzelmehrkampf: 94. Platz in der Qualifikation
Damen, Mannschaftsmehrkampf: 8. Platz in der Qualifikation
Damen, Stufenbarren: 39. Platz in der Qualifikation

- Dimitri Karbanenko
Herren, Einzelmehrkampf: 15. Platz
Herren, Mannschaftsmehrkampf: 9. Platz in der Qualifikation
Herren, Barren: 26. Platz in der Qualifikation
Herren, Boden: 10. Platz in der Qualifikation
Herren, Pferdsprung: 51. Platz in der Qualifikation
Herren, Reck: 21. Platz in der Qualifikation
Herren, Ringe: 56. Platz in der Qualifikation
Herren, Seitpferd: 64. Platz in der Qualifikation

- Florent Maree
Herren, Einzelmehrkampf: 63. Platz in der Qualifikation
Herren, Mannschaftsmehrkampf: 9. Platz in der Qualifikation
Herren, Barren: 10. Platz in der Qualifikation
Herren, Boden: 64. Platz in der Qualifikation
Herren, Pferdsprung: 66. Platz in der Qualifikation
Herren, Reck: 79. Platz in der Qualifikation
Herren, Ringe: 61. Platz in der Qualifikation

- Éric Poujade
Herren, Einzelmehrkampf: 93. Platz in der Qualifikation
Herren, Mannschaftsmehrkampf: 9. Platz in der Qualifikation
Herren, Seitpferd: Silber

- Nelly Ramassamy
Damen, Einzelmehrkampf: 29. Platz
Damen, Mannschaftsmehrkampf: 8. Platz in der Qualifikation
Damen, Boden: 55. Platz in der Qualifikation
Damen, Pferdsprung: 44. Platz in der Qualifikation
Damen, Schwebebalken: 24. Platz in der Qualifikation
Damen, Stufenbarren: 62. Platz in der Qualifikation

- Delphine Regease
Damen, Einzelmehrkampf: 24. Platz
Damen, Mannschaftsmehrkampf: 8. Platz in der Qualifikation
Damen, Boden: 18. Platz in der Qualifikation
Damen, Pferdsprung: 48. Platz in der Qualifikation
Damen, Schwebebalken: 62. Platz in der Qualifikation
Damen, Stufenbarren: 15. Platz in der Qualifikation

- Alexandra Soler
Damen, Einzelmehrkampf: 30. Platz
Damen, Mannschaftsmehrkampf: 8. Platz in der Qualifikation
Damen, Boden: 55. Platz in der Qualifikation
Damen, Pferdsprung: 32. Platz in der Qualifikation
Damen, Schwebebalken: 38. Platz in der Qualifikation
Damen, Stufenbarren: 43. Platz in der Qualifikation

- Elvire Teza
Damen, Einzelmehrkampf: 37. Platz in der Qualifikation
Damen, Mannschaftsmehrkampf: 8. Platz in der Qualifikation
Damen, Boden: 67. Platz in der Qualifikation
Damen, Pferdsprung: 69. Platz in der Qualifikation
Damen, Schwebebalken: 8. Platz
Damen, Stufenbarren: 24. Platz in der Qualifikation

- Benjamin Varonian
Herren, Einzelmehrkampf: 20. Platz
Herren, Mannschaftsmehrkampf: 9. Platz in der Qualifikation
Herren, Barren: 27. Platz in der Qualifikation
Herren, Boden: 34. Platz in der Qualifikation
Herren, Pferdsprung: 71. Platz in der Qualifikation
Herren, Reck: Silber 
Herren, Ringe: 30. Platz in der Qualifikation
Herren, Seitpferd: 62. Platz in der Qualifikation

### Volleyball (Beach)
- Christian Penigaud
Herrenwettkampf: 19. Platz

- Jean-Philippe Jodard
Herrenwettkampf: 19. Platz

- Anabelle Prawerman
Damenwettkampf: 9. Platz

- Cécile Rigaux
Damenwettkampf: 9. Platz

### Wasserspringen
- Odile Arboles-Souchon
Damen, Turmspringen: 23. Platz
Damen, Synchronspringen 10 m: 7. Platz

- Julie Danaux
Damen, Kunstspringen: 36. Platz
Damen, Synchronspringen 10 m: 7. Platz

- Gilles Emptoz-Lacote
Herren, Turmspringen: 20. Platz
Herren, Synchronspringen 3 m: 6. Platz
Herren, Synchronspringen 10 m: 8. Platz

- Claire Febvay
Damen, Turmspringen: 35. Platz

- Frédéric Pierre
Herren, Kunstspringen: 40. Platz
Herren, Synchronspringen 3 m: 6. Platz
Herren, Synchronspringen 10 m: 8. Platz

- Sandra Ponthus
Damen, Kunstspringen: 23. Platz